# Эззалзули, Абде
Абдессама́д Эззалзули (араб. الزلزولي عبد الصمد ‎; 17 декабря 2001, Бени-Меллаль, Марокко), более известный как Эз Абде — марокканский футболист, нападающий испанского клуба «Реал Бетис» и сборной Марокко.
20 декабря 2022 года было присвоено звание кавалера Ордена Трона.

## Клубная карьера

### Детство
Эззалзули родился в Марокко, в возрасте 4 лет переехал в Испанию, где и начал заниматься футболом, в возрасте 7 лет, в академии «Эльче».

### «Эркулес»
В 2016 году Эззалзули перешёл в академию испанского клуба «Эркулес», а с 2019 года стал привлекаться к играм резервной и основной команды.

### «Барселона»
31 августа 2021 года Абде перешёл в «Барселону B».
После увольнения главного тренера «Барселоны» Роналда Кумана, исполняющим обязанности тренером был назначен тренер «Барселоны B» Сержи Баржуан, который заявил молодого игрока на матч основной команды. В составе «Барселоны» Эззалзули дебютировал 30 октября 2021 года в матче чемпионата Испании против «Алавеса» (1:1), выйдя на замену на 80 минуте. 12 декабря 2021 года Абде забил первый гол за «сине-гранатовых» в Чемпионате Испании, в матче против «Осасуны».
1 сентября Абде был официально зарегистрирован в первой команде «Барселоны», продлив контракт до 30 июня 2026 года. Сумма отступных футболиста составила 200 миллионов евро. Одновременно с этим ушел в аренду в «Осасуну» на один год без права выкупа.

### «Реал Бетис»
1 сентября 2023 года было объявлено о переходе Эззалзули в «Реал Бетис» за сумму в 7,5 млн евро. 16 сентября 2023 года Абде дебютировал за «Реал Бетис» в матче чемпионата Испании против «Барселоны». 1 октября 2023 года он забил первый гол за новую команду в матче чемпионата Испании против «Валенсии».

## Карьера в сборной
Эззалзули выступал за сборную Марокко U-20 на кубке арабских государств, где сыграл 5 матчей и забил 2 гола.
23 сентября 2022 года Эззалзули дебютировал за взрослую сборную Марокко в товарищеском матче против сборной Чили. 23 ноября 2022 года он впервые сыграл на чемпионате мира в матче группового этапа против сборной Хорватии.
В составе олимпийской сборной Марокко стал бронзовым призером Летних Олимпийских игр в Париже.

## Достижения

### Командные
Сборная Марокко (до 23)
- Обладатель Кубка африканских наций[англ.]: 2023[англ.]

### Личные
- Обладатель «золотой бутсы» Кубка африканских наций (до 23)[англ.]: 2023[англ.]
- Входит в символическую сборную Кубка африканских наций (до 23)[англ.]: 2023[англ.]

### Награды
- Офицер Ордена Трона (2022)[10]